# Чула Виста
Чула Виста (на английски: Chula Vista) е град в окръг Сан Диего, щата Калифорния, САЩ. Чула Виста е с население от 210 000 жители (2005) и има обща площ от 132,70 кв.км (51,20 кв. мили).